# Brachys rudis
Brachys rudis es una especie de escarabajo barrenador metálico del género Brachys, categorizada en la tribu Trachyini, de la subfamilia Agrilinae.

## Taxonomía
Fue descrita científicamente por Kerremans en 1896.
Tratamiento taxonómico
La especie aparece registrada y publicada en Buprestides recueillis dans les tabacs par les soins de M. A. Grouvelle II. Sumatra, III. Brésil. Annales de la Société entomologique de France 65:138-176. (1896).